# (100426) 1996 HB7
(100426) 1996 HB7 es un asteroide perteneciente al cinturón de asteroides, descubierto el 18 de abril de 1996 por el equipo del Spacewatch desde el Observatorio Nacional de Kitt Peak, Arizona, Estados Unidos.

## Designación y nombre
Designado provisionalmente como 1996 HB7.

## Características orbitales
1996 HB7 está situado a una distancia media del Sol de 2,581 ua, pudiendo alejarse hasta 3,198 ua y acercarse hasta 1,965 ua. Su excentricidad es 0,239 y la inclinación orbital 4,733 grados. Emplea 1514,70 días en completar una órbita alrededor del Sol.

## Características físicas
La magnitud absoluta de 1996 HB7 es 16,07